# Josef Jelínek (fotbalista, 1941)
Josef Jelínek (9. ledna 1941 Praha – 29. listopadu 2024) byl český fotbalista, útočník, československý reprezentant, držitel stříbrné medaile z mistrovství světa v Chile roku 1962.

## Fotbalová kariéra
V československé reprezentaci odehrál 10 zápasů a vstřelil v nich 2 góly. V letech 1958–1967 působil v Dukle Praha, s níž dosáhl řady úspěchů na domácím i mezinárodním kolbišti (mj. 5krát mistr republiky, 3krát vítěz Československého poháru). V Dukle hrál v letech 1958–1967. Poté hrál též za VTŽ Chomutov, nizozemský Go-Ahead Deventer a ligovou kariéru končil v Bohemians Praha. V Poháru mistrů evropských zemí nastoupil v 19 utkáních a dal 7 gólů a v Poháru vítězů pohárů nastoupil ve 3 utkáních. V československé lize nastoupil ve 179 utkáních a dal 43 gólů.

## Ligová bilance
| Ročník                                     | Zápasy | Góly | Klub              |
| ------------------------------------------ | ------ | ---- | ----------------- |
| 1. československá fotbalová liga 1959/1960 | 16     | 6    | Dukla Praha       |
| 1. československá fotbalová liga 1960/1961 | 25     | 7    | Dukla Praha       |
| 1. československá fotbalová liga 1961/1962 | 26     | 11   | Dukla Praha       |
| 1. československá fotbalová liga 1962/1963 | 22     | 3    | Dukla Praha       |
| 1. československá fotbalová liga 1963/1964 | 17     | 4    | Dukla Praha       |
| 1. československá fotbalová liga 1964/1965 | 19     | 5    | Dukla Praha       |
| 1. československá fotbalová liga 1965/1966 | 9      | 3    | Dukla Praha       |
| 1. československá fotbalová liga 1966/1967 | 12     | 2    | Dukla Praha       |
| 2. československá fotbalová liga 1967/1968 | -      | -    | VTŽ Chomutov      |
| 2. československá fotbalová liga 1968/1969 | -      | -    | VTŽ Chomutov      |
| 2. československá fotbalová liga 1969/1970 | -      | -    | VTŽ Chomutov      |
| 1. nizozemská fotbalová liga 1969/1970     | 13     | 1    | Go-Ahead Deventer |
| 1. nizozemská fotbalová liga 1970/1971     | 7      | 1    | Go-Ahead Deventer |
| 1. nizozemská fotbalová liga 1971/1972     | 2      | 0    | Go-Ahead Deventer |
| 2. československá fotbalová liga 1972/1973 | -      | -    | Bohemians Praha   |
| 1. československá fotbalová liga 1973/1974 | 24     | 1    | Bohemians Praha   |
| 1. československá fotbalová liga 1974/1975 | 9      | 1    | Bohemians Praha   |
| CELKEM 1. československá liga              | 179    | 43   |                   |